# Tel Yitzhak
Tel Yitzhak (en hebreo: תֵּל יִצְחָק, lit.Colina de Yitzhak ) es un kibutz en el distrito Central de Israel. Ubicado en la llanura costera, al sureste de Netanya, cae bajo la jurisdicción del Concejo Regional Hof HaSharon. es un kibbutz en Israel, Ubicado en la llanura costera , en el Distrito Central de Israel, al sureste de Netanya, pertenece a la jurisdicción del Consejo Regional Hof HaSharon (Consejo regional del Hasharon de la costa) . 
En 2008 tenía una población de 925 habitantes.
El kibutz se estableció en 1938 por inmigrantes de Galisia (Región de Polonia), como parte del programa de solución de empalizamientos de tierras. 
Fue nombrado en honor a Yitzhak Steiger, un líder de "Hanoar Hatzioni".
- Datos: Q2916529
- Multimedia: Tel Yitzhak / Q2916529

1. ↑  Worldpostalcodes.org,código postal n.º 45805.